# 11 Dywizja Piechoty „Brennero”
11 Dywizja Piechoty „Brennero” – jeden ze włoskich związków taktycznych piechoty okresu II wojny światowej. W 1940 w składzie rezerw 4 Armii walczącej na froncie alpejskim z Francuzami.
Dowódcą dywizji był gen. Arnaldo Fergiero.

## Skład w 1940
- 231 pułk piechoty,
- 232 pułk piechoty,
- 331 pułki piechoty,
- 9 pułk artylerii,
- 35 legion Czarnych Koszul,
- 11 batalion moździerzy,
- 11 batalion saperów,
- 11 kompania przeciwpancerna.